# تشولي
مانويل خيسوس فاسكيز فلوريدو ( 25 يناير 1991)، المعروف باسم تشولي، هو لاعب كرة قدم إسباني يلعب كمهاجم مع نادي لييدا إيسبورتيو.